# ویسل‌لی پایین
ویسل‌لی پایین (ترکی آذربایجانی: Aşağı Veysəlli) یک منطقهٔ مسکونی در جمهوری آرتساخ است که در استان مارتونی واقع شده‌است.